# بلاي ستيشن أول-ستارز باتل رويال
بلاي ستيشن أول-ستارز باتل رويال (بالإنجليزية: PlayStation All-Stars Battle Royale)‏ هي لعبة فيديو من نوع قتالية، صدرت في 20 نوفمبر 2012 . وهي متوفرة على أجهزة بلاي ستيشن 3 وبلاي ستيشن فيتا . اللعبة من تطوير إس سي إي سانتا مونيكا ستوديو وهي من نشر سوني كمبيوتر إنترتينمنت .

## وصلات خارجية
- الموقع الرسمي
- بلاي ستيشن أول-ستارز باتل رويال على موقع IMDb (الإنجليزية)